# Vz.17 90mm迫撃砲
vz.17 90mm迫撃砲（9cm Lehky minomet vz.17）はチェコスロヴァキア製の迫撃砲である。
　

## 概要
ドイツによるチェコスロバキア併合まで使用されたスコダ社製90mm迫撃砲である。
他の兵器のようにドイツ軍によって接収・使用された記録が残されておらず、要塞などの防御兵器として少数が数年間使用されたものと考えられる。

## 諸元
- 口径：90mm　（3.54インチ）
- 砲身長：810mm　（31.9インチ）
- 重量：132kg　（291ポンド）
- 最大射程：　1990m　（2177ヤード）
- 砲弾重量：　6.2kg　（13.67ポンド）

## 参考資料
Peter Chamberlain , Terry Gander 『WW2 Fact Files,Mortars and Rockets』 （1975） Arco Publishing Company,Inc. ISBN 0668038179